# 克里姆拉
克里姆拉（德語：Crimla）是德国图林根州的市镇，隶属于格赖茨县。总面积为1.44平方千米，截至2023年12月31日总人口为264人。